# Ronald Lotz
Ronald Lotz (* 21. September 1966) ist ein ehemaliger deutscher Fußballspieler.

## Leben
Lotz spielte in der Jugend des FC St. Pauli und 1985/86 für die Hamburger in der Oberliga Nord. Damals wurde er noch im Sturm eingesetzt. Er bestritt in der Saison 1986/87 einen Zweitliga-Einsatz für den Verein. In der Partie gegen die Stuttgarter Kickers im September 1986 wurde er in der 85. Minute eingewechselt. Hernach spielte er beim SV Lurup Hamburg, 1989 wechselte er zu Eintracht Braunschweig. Der damalige Eintracht-Trainer Uwe Reinders entdeckte ihn, als Lotz mit der Betriebsmannschaft einer Hamburger Versicherung im Februar 1989 an einem Hallenturnier in Hannover teilnahm, bei dem auch Reinders als Spieler der Braunschweiger Altliga dabei war, der Lotz aufgrund dessen Leistungen bei dem Turnier zu einem Probetraining einlud. In den Farben der Niedersachsen kam Abwehrspieler Lotz zwischen Ende Juli 1989 und November 1990 zu 22 weiteren Einsätzen in der 2. Bundesliga.
Er spielte nach seiner Braunschweiger Zeit ab 1991 wieder beim SV Lurup Hamburg in Ober- und Regionalliga. In Lurup war er ebenfalls Trainer der A-Jugend. Beim SC Victoria Hamburg war er (Spieler-)Trainer (1996 bis 2002) und Manager (2006 bis 2014). 2012 wurde er ebenfalls Leiter der Fußballabteilung des Vereins. Zwischenzeitlich betreute er von Anfang Juli bis Ende September 2003 den Verbandsligisten USC Paloma Hamburg als Trainer. Die Fachzeitschrift Sport Mikrofon beschrieb Lotz 2001 als einen Trainer, der am Spielfeld „wie ein Gentleman, ruhig und sachlich“ wirke. 2009 und 2010 war er gleichzeitig auch sportlicher Berater eines anderen Vereins, Altona 93. Unter Lotz als Manager gelang Victoria der Sprung in die Regionalliga Nord, zuvor wurde das Stadion Hoheluft den Ansprüchen der neuen Spielklasse entsprechend umgebaut. Der SC Victoria wurde laut Hamburger Abendblatt unter Lotz der „Vorzeigeverein im Hamburger Amateurfußball“. Der sportliche Erfolg in der Regionalliga blieb aber auch wegen vergleichsweise geringer wirtschaftlicher Mittel weitgehend aus. Gleichwohl schrieb Der Spiegel Lotz im Sommer 2013 zu, den SC Victoria „als Nummer drei nach dem HSV und St. Pauli in Hamburg etabliert“ und „zu einem der unangenehmsten Pokalgegner aufgebaut“ zu haben, „den der deutsche Amateurfußball derzeit zu bieten“ habe. Die Mannschaft hatte im August 2010 im DFB-Pokal als Fünftligist den Zweitligisten Rot-Weiß Oberhausen bezwungen und weiteren höherklassigen Gegnern Paroli geboten. Im Frühjahr 2014 zog er sich als Manager zurück. Im März 2018 wurde Lotz zum Vereinsvorsitzenden des SC Victoria gewählt. Im April 2023 wurde ihm die Silberne Ehrennadel des Hamburger Fußballverbands verliehen.